# Hiromitsu Isogai
Hiromitsu Isogai (礒貝 洋光?, Isogai Hiromitsu; Kumamoto, 19 aprile 1969) è un ex calciatore giapponese, di ruolo centrocampista.